# Уинстън Греъм
Уинстън Греъм (на английски: Winston Graham) е английски писател на произведения в жанра социална драма, исторически роман, трилър и документалистика.

## Биография и творчество
Уинстън Моудсли Греъм, с рождено име Уинстън Грайм, е роден на 30 юни 1908 г. в Манчестър, Англия. Баща му е проспериращ вносител на чай, но остава неработоспособен от инсулт. Като Греъм дете се разболява от пневмония и по медицински съвет получава образование в местното дневно училище. Когато е на 17 години, се премества в Перанпорт, Корнуол, където живее в периода 1925 – 1960 г. По време на Втората световна война служи в бреговата охрана. От ранна възраст желае да бъде писател и след болестта на баща си е подкрепен от майка си, докато пише романи у дома на ръка и се опитва да ги публикува. През 1947 г. приема като официално име псевдонима си Уинстън Греъм. През лятото на 1960 г. остава за кратко в южната част на Франция, след което се установява Източен Съсекс.
Първият му роман „Къщата с витражите“ е публикуван през 1934 г. В шпионския му трилър „Нощно пътуване“ от 1941 г. действието се развива предимно във фашистка Италия, а главният герой смята, че Великобритания вероятно ще загуби Втората световна война, но е решен да продължи да се бие въпреки всички шансове.
Най-известен е с поредицата от 12 исторически романа „Полдарк“ от 1945 до 2002 г., чието действие на няколко поколение от семейство Полдарк се развива в Корнуол предимно в и близо до Перанпорт, където той е живял. Поредицата е екранизирана в два едноименни много популярни английски сериала в периодите 1975 – 1977 г. и 2015 – 2019 г., които са излъчени в над 20 страни по света.
Други негови най-успешни романи са трилърите „Марни“ от 1961 г. и „Бастунът“ от 1967 г. През 1955 г. романът му „Малките стени“ печели първата награда „Златен кинжал“ за криминален роман на годината на Асоциацията на криминалните писатели.
Автор е на много произведения, включително четиридесет романа (съвременни трилъри, драми и исторически романи), разкази, нехудожествена литература и пиеси. Субектите на криминалните истории на Греъм обикновено са обикновени хора и детективи аматьори, които са изправени пред морални затруднения. Романите му са издавани и превеждани по цял свят. Шест от книгите му са екранизирани от режисьори като Алфред Хичкок за филма „Марни“.
Той е член на Дружеството на писателите от 1945 г., като е председател на Управителния комитет на дружеството в периода 1967 – 1969 г. Член е на Кралското литературно общество. През 1983 г. е удостоен с отличието офицер на Ордена на Британската империя.
През септември 1939 г. Греъм се жени за Джийн Уилямсън. Имат две деца – Андрю Греъм и Розамунд Барто. Съпругата му често му помага с идеи за книгите му, а героинята на романа „Демелза“ в неговата поредица „Полдарк“ се базира отчасти на нея. Тя умира през 1992 г.
Уинстън Греъм умира в къщата си „Аботсууд“ на 10 юли 2003 г. в Бъкстед, Източен Съсекс. Посмъртно същата година е публикувана книгата му „Мемоарите на един частен човек“.

## Произведения

### Самостоятелни романи
- The House with the Stained Glass Windows (1934)[1][2][3][5]
- Into the Fog (1935)
- The Riddle of John Rowe (1935)
- Without Motive (1936)
- The Dangerous Pawn (1937)
- The Giant's Chair (1938)
- Keys of Chance (1938)
- Strangers Meeting (1939)
- No Exit (1940)
- Night Journey (1941)
- Cameo (1942)
- The Merciless Ladies (1944)
- The Forgotten Story (1945)
- Take My Life (1947)
- Night Without Stars (1950)
- Fortune Is a Woman (1952)
- The Little Walls (1955) – награда „Златен кинжал“
- The Sleeping Partner (1956)
- Greek Fire (1958)
- The Wreck of the Grey Cat (1958)
- The Tumbled House (1959)
- Marnie (1961)
Марни, изд. „Атика“, София (2005), прев. Лиляна Борисова
- Cordelia (1963)
- After the Act (1965)
- The Walking Stick (1967)
- Angell, Pearl and Little God (1970)
- The Grove Of Eagles (1970)
- Woman in the Mirror (1975)
- The Green Flash (1986)
- Stephanie (1992)
- Tremor (1995)
- The Ugly Sister (1998)

### Поредица „Полдарк - Роман за Корнуол, 1783-1787“ (Poldark)
1. Ross Poldark (1945)[1][2][3][5]
Рос Полдарк. Роман за Корнуол, 1783 – 1787, изд.: „Унискорп“, София (2020), прев. Стела Джелепова
2. Demelza (1953)
Демелза. Роман за Корнуол, 1788 – 1790, изд.: „Унискорп“, София (2021), прев. Стела Джелепова
3. Jeremy Poldark (1953)
Джеръми Полдарк. Роман за Корнуол, 1790 – 1791, изд.: „Унискорп“, София (2022), прев. Стела Джелепова
4. Warleggan (1953)
Уорлегън. Роман за Корнуол, 1792 – 1793, изд.: „Унискорп“, София (2023), прев. Стела Джелепова
5. The Black Moon (1973)
6. The Four Swans (1976)
7. The Angry Tide (1977)
8. The Stranger From The Sea (1981)
9. The Miller's Dance (1982)
10. Poldark's Cornwall (1983)
11. The Loving Cup (1984)
12. The Twisted Sword (1990)
13. Bella Poldark (2002)

### Сборници
- The Japanese Girl (1971)[1]
- Cornish Farm (1982)

### Документалистика
- The Spanish Armadas (1972)[1][3]
- Memoirs of a Private Man (2003) – автобиография

### Екранизации
- 1951 Night Without Stars – сценарий, с Дейвид Фарар и Надя Грей
- 1957 Fortune Is a Woman
- 1962 Sócio de Alcova
- 1964 Марни, Marnie – с Типи Хедрен, Шон Конъри и Даян Бейкър[4]
- 1969 Mord nach der Oper – тв филм, по романа Take My Life
- 1970 The Walking Stick – по романа, със Саманта Егар и Дейвид Хемингс
- 1975 – 1977 Poldark – тв сериал, 24 епизода
- 1996 Poldark – по романа The Stranger from the Sea
- 2015 – 2019 Полдарк, Poldark – тв сериал, 35 епизода, с Ейдън Търнър